# Distretto di Moutamba
Moutamba è un distretto della Repubblica del Congo, che fa parte del dipartimento di Niari. È composto dal centro abitato omonimo e dall'area rurale circostante.